# Lijst van Nijkerkers
Deze lijst van Nijkerkers betreft bekende personen die in de Nederlandse plaats Nijkerk zijn geboren en of gestorven.

In de lijst zijn enkel personen opgenomen waarover een pagina bestaat op Wikipedia.

## Geboren
- Hendrik Bentinck (1468-1538), rentmeester
- Brant van Slichtenhorst (1587/1588-1666), patroon
- Wouter van Twiller (1606-ca.1646), gouverneur van Nieuw-Nederland
- Arend van Slichtenhorst (1616-1659), jurist, historicus
- Arent van Corlaer (1619-1667), ontdekkingsreiziger
- Aalt Gerritsz van Dijkhuizen (1788-1864), predikant
- Adrianus Marcus (1806-1888), burgemeester
- Adriana van Halteren (1838-1927), weldoenster
- Gerrit Jacobus van der Flier (1841-1909), predikant
- James Kwast (1852-1927), pianist en muziekpedagoog
- Thomas Enderlé (1858-1919), pianist, componist
- Christiaan Eijkman (1858-1931), arts, patholoog en Nobelprijswinnaar (1929)
- Johan Wilhelm Marmelstein (1882-1956), toneelschrijver
- Peter Beekman (1889-1976), architect
- Jakob van Domselaer (1890-1960), componist
- Jan Harm Bosch (1900-1945), verzetsstrijder
- Bernardus Alfrink (1900-1987), kardinaal-aartsbisschop van Utrecht
- Henri Nouwen (1932-1996), priester, missionaris, psycholoog en christelijk schrijver
- Paul Nouwen (1934-2009), topfunctionaris en bestuurder (hoofddirecteur van de ANWB, broer van Henri Nouwen)
- Kees de Kort (1934-2022), kunstenaar, bekend van zijn bijbelillustraties
- Henk Bouwman (1938-2007), organist
- Pieter Bouw (1941), topman (KLM) en hoogleraar
- Johan Bruins Slot (1945-2014), burgemeester
- Harm Bruins Slot (1948), ambtenaar, politicus en bestuurder (publieke omroep)
- Aalt Bast, hoogleraar
- Tijs van den Brink (1970), journalist, radio- en televisiepresentator en christelijk schrijver
- Henk van Steeg (1974), voetballer
- Orie Hida (1975), biljartster
- Maarten Poorter (1978), politicus
- Vincent van Essen (1979), (televisie)kok
- Sabrina Bijvank (1981), korfbalster
- Therese Klompenhouwer (1983), biljartster, wereldkampioene driebanden bij de dames
- Geerten Liefting (1983), organist en dirigent
- Bram van Polen (1985), voetballer
- Diederik Blankesteijn (1996), organist en muziekdocent
- Thomas Buitink (2000), voetballer

## Overleden
- Brant van Slichtenhorst (1587/1588-1666), patroon
- Arend van Slichtenhorst (1616-1659), jurist, historicus
- Johannes van Rensselaer (1625-1662), patroon
- Gerrit Toorenburgh (1732-1785), kunstschilder
- Engelbert George Ardesch (1769-1849), burgemeester
- Assueer Jacob Schimmelpenninck van der Oye (1769-1810), politicus, magistraat
- Willem Frederik Enderlé (1831-1907), organist
- Arend van den Steen van Ommeren (1842-1920), burgemeester
- Johannes Wijnand Meyll (1880-1960), beiaardier, dirigent
- Kitty van der Mijll Dekker (1908-2004), textielkunstenares
- Jan Hoekstra (1910-1982), burgemeester
- Jan Willem Stam (1918-2006), politicus
- Henk Bouwman (1938-2007), organist
- Kars Veling (1948-2025), politicus

Alkmaar · 
Almelo ·
Almere · 
Alphen-Chaam · 
Alphen aan den Rijn ·
Amersfoort · 
Amstelveen · 
Amsterdam · 
Apeldoorn · 
Arnhem · 
Assen ·
Baarn · 
Bergen op Zoom · 
Bilthoven · 
Bolsward · 
Boxtel · 
Breda · 
Bredevoort · 
Brunssum · 
Bussum · 
Delft ·
Den Haag ·
Den Helder · 
Deurne · 
Deventer · 
Doetinchem ·
Dokkum · 
Dordrecht · 
Drachten · 
Ede · 
Eindhoven · 
Emmen · 
Enschede · 
Franeker · 
Geleen · 
Gouda · 
Groenlo ·
Groningen · 
Haarlem · 
Harlingen ·  
Heemstede · 
Heerenveen · 
Heerlen · 
Helmond · 
Hengelo · 
's-Hertogenbosch · 
Hilversum · 
Hoogeveen · 
Hoorn · 
Horst ·
Kampen · 
Kerkrade · 
Leerdam · 
Leeuwarden · 
Leiden · 
Lelystad · 
Maastricht · 
Meppel ·  
Middelburg  ·
Nijkerk · 
Nijmegen · 
Oldenzaal · 
Ommen · 
Oss · 
Rijswijk (Zuid-Holland) · 
Roosendaal · 
Rotterdam · 
Schiedam · 
Sittard · 
Sittard-Geleen · 
Sneek · 
Soest · 
Stadskanaal · 
Tegelen · 
Tiel · 
Tilburg · 
Urk · 
Utrecht · 
Veenendaal · 
Veghel · 
Venlo · 
Venray · 
Vlaardingen · 
Vlissingen · 
Wageningen · 
Warnsveld · 
Weert · 
Winschoten · 
Woerden · 
Zeist · 
Zierikzee · 
Zoetermeer · 
Zutphen · 
Zwolle